# Mistrovství Evropy v basketbalu mužů 1977
20. mistrovství Evropy  v basketbalu proběhlo v dnech 15. – 24. září v Belgii ve městech Lutych a Ostende.
Turnaje se zúčastnilo 12 týmů, rozdělených do dvou šestičlenných skupin. První dva postoupili do play off o medaile, družstva na třetím a čtvrtém místě hrála o páté až osmé místo, pátý a šestý tým hrál o deváté až dvanácté místo. Mistrem Evropy se stalo družstvo Jugoslávie.

## Výsledky a tabulky

### Základní skupiny

#### Skupina A
|    |           | ITA    | URS    | BUL    | ISR    | FRA    | AUT    | V | P | Skóre   | B  |
| 1. | Itálie    | ***    | 95:87  | 100:81 | 78:73  | 70:59  | 85:70  | 5 | 0 | 428:370 | 10 |
| 2. | SSSR      | 87:95  | ***    | 117:96 | 103:69 | 115:74 | 101:61 | 4 | 1 | 523:395 | 9  |
| 3. | Bulharsko | 81:100 | 96:117 | ***    | 88:86  | 87:76  | 92:85  | 3 | 2 | 444:464 | 8  |
| 4. | Izrael    | 73:78  | 69:103 | 86:88  | ***    | 96:82  | 103:87 | 2 | 3 | 427:438 | 7  |
| 5. | Francie   | 59:70  | 74:115 | 76:87  | 82:96  | ***    | 86:91  | 1 | 4 | 377:449 | 6  |
| 6. | Rakousko  | 70:85  | 61:101 | 85:92  | 87:103 | 81:66  | ***    | 0 | 5 | 384:467 | 5  |

#### Skupina B
|    |                | TCH     | YUG     | BEL     | NED    | ESP    | FIN     | V | P | Skóre   | B  |
| 1. | Československo | ***     | 111:103 | 67:61   | 90:73  | 73:70  | 100:85  | 5 | 0 | 441:392 | 10 |
| 2. | Jugoslávie     | 103:111 | ***     | 111:83  | 111:75 | 79:76  | 88:80   | 4 | 1 | 492:425 | 9  |
| 3. | Belgie         | 61:67   | 83:111  | ***     | 107:86 | 93:94  | 107:98p | 2 | 3 | 451:456 | 7  |
| 4. | Nizozemsko     | 73:90   | 75:111  | 86:107  | ***    | 114:95 | 87:67   | 2 | 3 | 435:470 | 7  |
| 5. | Španělsko      | 70:73   | 76:79   | 94:93   | 95:114 | ***    | 85:78   | 2 | 3 | 420:437 | 7  |
| 6. | Finsko         | 85:100  | 80:88   | 98:107p | 67:87  | 78:85  | ***     | 0 | 5 | 408:467 | 5  |

### Semifinále
| 22. září 1977 18:30 | Zpráva | Itálie                     | 69 – 88 | Jugoslávie   |  | Country Hall du Sart Tilman, Lutych Rozhodčí: Artenik Arabadjan (BUL), David Turner (ENG) |
| 22. září 1977 18:30 | Zpráva | Skóre po poločasech: 32:45 |         |              |  | Country Hall du Sart Tilman, Lutych Rozhodčí: Artenik Arabadjan (BUL), David Turner (ENG) |
| 22. září 1977 18:30 | Zpráva | Bertolotti 15              | Body    | Dalipagić 32 |  | Country Hall du Sart Tilman, Lutych Rozhodčí: Artenik Arabadjan (BUL), David Turner (ENG) |

| 23. září 1977 20:30 | Zpráva | Československo             | 76 – 91 | SSSR        |  | Country Hall du Sart Tilman, Lutych Rozhodčí: Dan Wooldridge (USA), Marek Paszucha (POL) |
| 23. září 1977 20:30 | Zpráva | Skóre po poločasech: 38:37 |         |             |  | Country Hall du Sart Tilman, Lutych Rozhodčí: Dan Wooldridge (USA), Marek Paszucha (POL) |
| 23. září 1977 20:30 | Zpráva | Brabenec 20                | Body    | Tkačenko 20 |  | Country Hall du Sart Tilman, Lutych Rozhodčí: Dan Wooldridge (USA), Marek Paszucha (POL) |

### Finále
| 24. září 1977 19:30 | Zpráva | Jugoslávie                 | 74 – 61 | SSSR        |  | Country Hall du Sart Tilman, Lutych Počet diváků: 5 000 Rozhodčí: David Turner (ENG), Dan Wooldridge (USA) |
| 24. září 1977 19:30 | Zpráva | Skóre po poločasech: 42:27 |         |             |  | Country Hall du Sart Tilman, Lutych Počet diváků: 5 000 Rozhodčí: David Turner (ENG), Dan Wooldridge (USA) |
| 24. září 1977 19:30 | Zpráva | Dalipagić 19               | Body    | Tkačenko 16 |  | Country Hall du Sart Tilman, Lutych Počet diváků: 5 000 Rozhodčí: David Turner (ENG), Dan Wooldridge (USA) |

### O 3. místo
| 23. září 1977 20:30 | Zpráva | Itálie                     | 81 – 91 | Československo        |  | Country Hall du Sart Tilman, Lutych Rozhodčí: Hugh Richardson (USA), Jos van de Cruys (BEL) |
| 23. září 1977 20:30 | Zpráva | Skóre po poločasech: 37:45 |         |                       |  | Country Hall du Sart Tilman, Lutych Rozhodčí: Hugh Richardson (USA), Jos van de Cruys (BEL) |
| 23. září 1977 20:30 | Zpráva | Meneghin 17                | Body    | Brabenec, Pospíšil 27 |  | Country Hall du Sart Tilman, Lutych Rozhodčí: Hugh Richardson (USA), Jos van de Cruys (BEL) |

### O 5. - 8. místo
| 22. září 1977 14:00 | Zpráva | Bulharsko                  | 108 – 85 | Nizozemsko  |  | Country Hall du Sart Tilman, Lutych Rozhodčí: Sergio Solenghi (ITA), Pavel BEZEK (TCH) |
| 22. září 1977 14:00 | Zpráva | Skóre po poločasech: 44:37 |          |             |  | Country Hall du Sart Tilman, Lutych Rozhodčí: Sergio Solenghi (ITA), Pavel BEZEK (TCH) |
| 22. září 1977 14:00 | Zpráva | Bogdanov 30                | Body     | Akerboom 17 |  | Country Hall du Sart Tilman, Lutych Rozhodčí: Sergio Solenghi (ITA), Pavel BEZEK (TCH) |

| 22. září 1977 22:30 | Zpráva | Belgie                     | 74 – 81 | Izrael       |  | Country Hall du Sart Tilman, Lutych Rozhodčí: Hugh Richardson (USA), Dragaš Jakšič (YUG) |
| 22. září 1977 22:30 | Zpráva | Skóre po poločasech: 46:50 |         |              |  | Country Hall du Sart Tilman, Lutych Rozhodčí: Hugh Richardson (USA), Dragaš Jakšič (YUG) |
| 22. září 1977 22:30 | Zpráva | Bell 22                    | Body    | Berkowitz 32 |  | Country Hall du Sart Tilman, Lutych Rozhodčí: Hugh Richardson (USA), Dragaš Jakšič (YUG) |

### O 5. místo
| 24. září 1977 17:30 | Zpráva | Bulharsko                  | 78 – 88 | Izrael    |  | Country Hall du Sart Tilman, Lutych Rozhodčí: Marek Paszucha (POL), Peter van der Willige (NED) |
| 24. září 1977 17:30 | Zpráva | Skóre po poločasech: 47:47 |         |           |  | Country Hall du Sart Tilman, Lutych Rozhodčí: Marek Paszucha (POL), Peter van der Willige (NED) |
| 24. září 1977 17:30 | Zpráva | Golomejev 22               | Body    | Kaplan 24 |  | Country Hall du Sart Tilman, Lutych Rozhodčí: Marek Paszucha (POL), Peter van der Willige (NED) |

### O 7. místo
| 23. září 1977 18:30 | Zpráva | Nizozemsko                 | 104 – 89 | Belgie      |  | Country Hall du Sart Tilman, Lutych Rozhodčí: Yvan Mainini (FRA), Carlos Bague (ESP) |
| 23. září 1977 18:30 | Zpráva | Skóre po poločasech: 42:49 |          |             |  | Country Hall du Sart Tilman, Lutych Rozhodčí: Yvan Mainini (FRA), Carlos Bague (ESP) |
| 23. září 1977 18:30 | Zpráva | Akerboom 37                | Body     | Huysmans 23 |  | Country Hall du Sart Tilman, Lutych Rozhodčí: Yvan Mainini (FRA), Carlos Bague (ESP) |

### O 9. - 12. místo
| 23. září 1977 14:00 | Zpráva | Francie                    | 72 – 73 | Finsko      |  | Country Hall du Sart Tilman, Lutych Rozhodčí: Peter van der Willige (NED), David Dagan (ISR) |
| 23. září 1977 14:00 | Zpráva | Skóre po poločasech: 40:40 |         |             |  | Country Hall du Sart Tilman, Lutych Rozhodčí: Peter van der Willige (NED), David Dagan (ISR) |
| 23. září 1977 14:00 | Zpráva | Cachemire 22               | Body    | Koskinen 14 |  | Country Hall du Sart Tilman, Lutych Rozhodčí: Peter van der Willige (NED), David Dagan (ISR) |

| 23. září 1977 16:00 | Zpráva | Španělsko                  | 88 – 84 | Rakousko |  | Country Hall du Sart Tilman, Lutych Rozhodčí: Michail Davidov (URS), Pavol Bezek (TCH) |
| 23. září 1977 16:00 | Zpráva | Skóre po poločasech: 44:41 |         |          |  | Country Hall du Sart Tilman, Lutych Rozhodčí: Michail Davidov (URS), Pavol Bezek (TCH) |
| 23. září 1977 16:00 | Zpráva | Flores 26                  | Body    | Tecka 31 |  | Country Hall du Sart Tilman, Lutych Rozhodčí: Michail Davidov (URS), Pavol Bezek (TCH) |

### O 9. místo
| 24. září 1977 11:45 | Zpráva | Finsko                     | 89 – 106 | Španělsko  |  | Country Hall du Sart Tilman, Lutych Rozhodčí: Dragaš Jakšić (YUG), Sergio Solenghi (ITA) |
| 24. září 1977 11:45 | Zpráva | Skóre po poločasech: 43:48 |          |            |  | Country Hall du Sart Tilman, Lutych Rozhodčí: Dragaš Jakšić (YUG), Sergio Solenghi (ITA) |
| 24. září 1977 11:45 | Zpráva | Sarkalahti 20              | Body     | Margall 25 |  | Country Hall du Sart Tilman, Lutych Rozhodčí: Dragaš Jakšić (YUG), Sergio Solenghi (ITA) |

### O 11. místo
| 24. září 1977 10:00 | Zpráva | Francie                    | 89 – 71 | Rakousko       |  | Country Hall du Sart Tilman, Lutych Rozhodčí: David Dagan (ISR), Martti Huhtamäki (FIN) |
| 24. září 1977 10:00 | Zpráva | Skóre po poločasech: 45:37 |         |                |  | Country Hall du Sart Tilman, Lutych Rozhodčí: David Dagan (ISR), Martti Huhtamäki (FIN) |
| 24. září 1977 10:00 | Zpráva | Dubuisson 23               | Body    | Haselbacher 19 |  | Country Hall du Sart Tilman, Lutych Rozhodčí: David Dagan (ISR), Martti Huhtamäki (FIN) |

## Soupisky
1.  Jugoslávie 
| - Joško Papič - Dragan Kićanović - Vinko Jelovac | - Duje Krstulović - Željko Jerkov - Ante Ðogić | - Zoran Slavnić - Krešimir Ćosić - Ratko Radovanović | - Žarko Varajić - Dražen Dalipagić - Mirza Delibašić |

- Trenér: Aleksandar Nikolić

2.  SSSR
| - Stanislav Jerjomin - Viktor Petrakov - Valerij Miloserdov | - Alexandr Salnikov - Vladimir Arzamaskov - Alexandr Charčenkov | - Sergej Bělov - Vladimir Tkačenko - Anatolij Myškin | - Micheil Korkia - Aleksandr Bělostennyj - Vladimir Žigilij |

- Trenér: Alexandr Gomelskij

3.  Československo
| - Josef Nečas - Vojtěch Petr - Jiří Konopásek | - Vladimír Ptáček - Stanislav Kropilák - Pavol Bojanovský | - Zdeněk Kos - Jiří Pospíšil - Vlastibor Klimeš | - Kamil Brabenec - Zdeněk Douša - Gustáv Hraška |

- Trenér: Pavel Petera.

4.  Itálie
| - Carlo Caglieris - Giulio Iellini - Lorenzo Carraro | - Renzo Vecchiato - Fabrizio della Fiori - Renzo Bariviera | - Marco Bonamico - Dino Meneghin - Vittorio Ferracini | - Luigi Serafini - Pierluigi Marzorati - Gianni Bertolotti |

- Trenér: Giancarlo Primo.

5.  Izrael
| - Shamuel Nachmias - Yehoshua “Shuki” Schwartz - Or Goren | - Pinhas Hozez - Hanan Keren - Miki Berkovich | - Barry Leibowitz - Avigdor Moskowitz - Steve Kaplan | - Itamar Marzel - Ronny Rothschild - Boaz Yanai |

- Trenér: Ralph Klein.

6.  Bulharsko
| - Milko Arabadžijski - Ljuben Josifov - Petko Marinov | - Stojan Šantov - Ilija Evtimov - Michail Smočevski | - Valentin Šarkov - Atanas Golomejev - Plamen Takev | - Atanas Kolev - Todor Bogdanov - Rumen Pejčev |

- Trenér: Nejčo Nejčev.

7.  Nizozemsko
| - Al Faber - Jan Dekker - Jimmy Woudstra | - Cees Limmen - Emill Hagens - Bert Kragtwijk | - Cock van de Lagemaat - Dan Cramer - Kees Akerboom | - Jan Loorbach - Renso Zwiers - Harry Kip |

- Trenér: Jan Janbroers.

8.  Belgie
| - Alain Stollenberg - Ivo van Poppelen - Robert van Herzele | - Olin “Corky” Bell - Étienne Geerts - René van den Broeck | - Imre Nyitrai - Jos Peeters - François Huysmans | - Christian Becknel - Roger Mariën - Hector Vermeersch |

- Trenér: René Mol.

9.  Španělsko
| - Wayne Donald Brabender Cole - Juan Domingo de la Cruz Fermanelli - Juan Ramón Fernández Robert | - Carmelo Cabrera Domínguez - Luis Miguel Santillana Fraile - Juan Filbá Fernández | - Luis María Prada del Estal - Juan Antonio Corbalán Alfocea - Rafael Rullán Ribera | - José María Margall Tauler - Gonzalo Sagi-Vela Fernández-Pérez - Manuel “Manolo” Flores Sánchez |

- Trenér: Antonio Díaz Miguel.

10.  Finsko
| - Kalevi Sarkalahti - Heikki Kasko - Tapio Sten | - Heikki Taponen - Antti Zitting - Risto Lignell | - Raimo Mäntynen - Anssi Rauramo - Mikko Koskinen | - Klaus Mahlamaki - Jarmo Laitinen - Erkki Saaristo |

- Trenér: Robert Petersen.

11.  Francie
| - Barry White - Jean-Louis Vacher - Alain Gilles | - Alain Larrouquis - Alain Durand - Didier Dobbels | - Mathieu Bisséni - Hervé Dubuisson - Jacky Lamothe | - Jacques Cachemire - Éric Beugnot - Roger Duquesnoy |

- Trenér: Pierre Dao.

12.  Rakousko
| - Wolfgang Vlk - Friedrich Miklas - Bernhard Slavíček | - Peter Bilik - Peter Poiger - Herbert Watzke | - Erich Tecka - Werner Meisinger - Helmut Zimmel | - Walter Fuchs - Peter Wolf - Herbert Haselbacher |

- Trenér: Jan Hluchý.

## Konečné pořadí
| Pořadí           | Tým            | Z | V | P | Skóre   | B  |
| ---------------- | -------------- | - | - | - | ------- | -- |
| Zlatá medaile    | Jugoslávie     | 7 | 6 | 1 | 654:555 | 13 |
| Stříbrná medaile | SSSR           | 7 | 5 | 2 | 675:545 | 12 |
| Bronzová medaile | Československo | 7 | 6 | 1 | 608:564 | 13 |
| 4.               | Itálie         | 7 | 5 | 2 | 578:549 | 12 |
| 5.               | Izrael         | 7 | 4 | 3 | 596:590 | 11 |
| 6.               | Bulharsko      | 7 | 4 | 3 | 630:637 | 11 |
| 7.               | Nizozemsko     | 7 | 3 | 4 | 624:667 | 10 |
| 8.               | Belgie         | 7 | 2 | 5 | 614:641 | 9  |
| 9.               | Španělsko      | 7 | 4 | 3 | 614:610 | 11 |
| 10.              | Finsko         | 7 | 1 | 6 | 570:645 | 8  |
| 11.              | Francie        | 7 | 2 | 5 | 538:593 | 9  |
| 12.              | Rakousko       | 7 | 0 | 7 | 539:644 | 7  |